# Quốc ca Cộng hòa Bashkortostan
Quốc ca Cộng hòa Bashkortostan (tiếng Bashkir: Башҡортостан Республикаһының Дәүләт гимны, Başqortostan Respublikahınıñ Däwlät gimnı; tiếng Nga: Государственный гимн Республики Башкортостан) là quốc ca của Cộng hòa Bashkortostan, một chủ thể liên bang của Nga, được chấp nhận vào ngày 12 tháng 10 năm 1993 và chính thức vào ngày 18 tháng 9 năm 2008. Bài quốc ca này dựa theo điều 112 của Hiến pháp Cộng hòa Bashkortostan là một trong những biểu tượng quốc gia của Bashkortostan.
Nó có lời bài hát chính thức trong tiếng Bashkir (của Ravil Bikbayev và Rashit Shakur) và bằng tiếng Nga (của Farit Idrisov và Svetlana Churayeva). Phần nhạc được sáng tác bởi Farit Idrisov.

## Lịch sử
Bài quốc ca lần đầu tiên được chấp thuận bởi Luật pháp Cộng hòa Bashkortostan "Về Quốc ca Cộng hòa Bashkortostan" vào ngày 12 tháng 10 năm 1993. Bản nhạc "Cộng hòa" ban đầu được Farit Idrisov sáng tác vào ngày 11 tháng 10 năm 1990 và sau đó được sử dụng cho bài quốc ca. Phần nhạc cũng được sử dụng cho bài hát dân gian tiếng Bashkir "Ural".
Vào ngày 6 tháng 7 năm 1999, Luật "Về các Biểu tượng Nhà nước Cộng hòa Bashkortostan" đã được phê duyệt, cùng với lệnh thi hành và sử dụng bài quốc ca.
Bài quốc ca đã được thực hiện trong lễ khai mạc và bế mạc và các cuộc họp dành riêng cho các ngày lễ của nhà nước ở Bashkortostan và ở Nga. Nó cũng đã được thực hiện trong khi tuyên thệ khi nhậm chức Nguyên thủ Bashkortostan, trong các cuộc họp khai mạc và bế mạc của Quốc hội - Kurultay Cộng hòa Bashkortostan, trong lễ thượng cờ chính thức, và trong các chuyến thăm nước cộng hòa bởi các nguyên thủ nước ngoài.

## Lời
Bài quốc ca có thể được thể hiện bằng cả tiếng Bashkir lẫn tiếng Nga, ngôn ngữ chính thức của Bashkortostan. Nó được chơi trong các buổi biểu diễn hợp xướng, băng video, truyền hình và đài phát thanh.

### Tiếng Bashkir
| Ký tự Cyrill | Chuyển tự Latinh | Chuyển tự IPA |
| Беренсе куплет: Башҡортостан, һин һөйөклө ғәзиз ер, Халҡыбыҙҙың изге Ватаны. Сал Уралдан ҡалҡа бар тарафҡа Тыуған илдең тыныс ал таңы. Ҡушымта: Дан һиңә, Башҡортостан! Илен һөйгән азат халҡыңа дан! Рәсәй менән бөйөк берҙәмлектә Сәскә ат, Башҡортостан! Икенсе куплет: Башҡортостан, һин хөрмәтле данлы ил, Еңеү яулап алға бараһың. Киләсәккә яҡты нур-моң сәсә Һинең ғорур рухлы байрағың. Ҡушымта Өсөнсө куплет: Республикам, йондоҙ булып балҡы һин, Күкрәп йәшә, гүзәл илебеҙ. Тыуған ерҙә һүнмәҫ усағыбыҙ, Тыуған телдә тынмаҫ йырыбыҙ. Ҡушымта | Berense kuplet: Başqortostan, hin höyöklö ğäziz yer, Xalqıbıźźıñ izge Watanı. Sal Uraldan qalqa bar tarafqa Tıwğan ildeñ tınıs al tañı. Quşımta: Dan hiñä, Başqortostan! İlen höygän azat xalqıña dan! Räsäy menän böyök berźämlektä Säskä at, Başqortostan! İkense kuplet: Başqortostan, hin xörmätle danlı il, Yeñew yawlap alğa barahıñ. Kiläsäkkä yaqtı nur-moñ säsä Hineñ ğorur ruxlı bayrağıñ. Quşımta Ösönsö kuplet: Respublikam, yondoź bulıp balqı hin, Kükräp yäşä, güzäl ilebeź. Tıwğan yerźä hünmäś usağıbıź, Tıwğan teldä tınmaś yırıbıź. Quşımta | [bɪ̞r̺ɪ̞nˈsɪ̞ kʊˈplʲet] [bɑʃqʊ̞r̺tʊ̞sˈtɑn ǀ hin hʏ̞jʏ̞kˈlʏ̞ ʁæˈzʲiz jɪ̞r̺ ǀ] [χɑɫqɯ̞bɯ̞ˈð̪ːɯ̞ŋ izˈgɪ̞ wɑtɑˈnɯ̞ ǁ] [sɑɫ ur̺ɑɫˈdɑn qɑɫˈqɑ ˈbɑr̺tɑr̺ɑfˌqɑ] [tɯ̞wˈʁɑn ilˈdɪ̞ŋ tɯ̞ˈnɯ̞s ɑɫtɑˈŋɯ̞ ǁ] [quʃɯ̞mˈtɑ] [dɑn hiˈŋæ \| bɑʃqʊ̞r̺tʊ̞sˈtɑn ‖] [iˈlɪ̞n hʏ̞jˈgæn ɑˈzɑt χɑɫqɯ̞ˈŋɑ dɑn ‖] [r̺æˈsæj mɪ̞ˈnæn bʏ̞ˈjʏ̞k bɪ̞r̺ð̪æmlɪ̞kˈtæ] [sæsˈkæ ɑt \| bɑʃqʊ̞r̺tʊ̞sˈtɑn ‖] [ikɪ̞nˈsɪ̞ kʊˈplʲet] [bɑʃqʊ̞r̺tʊ̞sˈtɑn \| hin χʏ̞r̺mætˈlɪ̞ dɑnˈɫɯ̞ il \|] [jɪ̞ˈŋɪ̞w jɑwˈɫɑp ɑɫˈʁɑ bɑr̺ɑˈhɯ̞ŋ ‖] [kʲilæsæˈkːæ jɑqˈtɯ̞ ˈnur̺mʊ̞ŋ sæˈsæ] [hiˈnɪ̞ŋ ʁʊ̞ˈr̺ur̺ r̺uχˈɫɯ̞ bɑjr̺ɑˈʁɯ̞ŋ ‖] [quʃɯ̞mˈtɑ] [ʏ̞sʏ̞nˈsʏ̞ kʊˈplʲet] [r̺ʲɪsˈpublʲikäm \| jʊ̞nˈdʊ̞ð̪ buˈɫɯ̞p bɑɫˈqɯ̞ hin \|] [kʏkˈr̺æp jæˈʃæ \| gʏˈzæl ilɪ̞ˈβɪ̞ð̪ ‖] [tɯ̞wˈʁɑn jɪ̞r̺ˈð̪æ hʏnˈmæθ̪ usɑʁɯ̞ˈbɯ̞ð̪ \|] [tɯ̞wˈʁɑn tɪ̞lˈdæ tɯ̞nˈmɑθ̪ jɯ̞r̺ɯ̞ˈbɯ̞ð̪ ‖] [quʃɯ̞mˈtɑ] |

### Tiếng Nga
| Ký tự Cyrill | Latinh hóa | Chuyển tự IPA |
| --- | --- | --- |
| Башкортостан, Отчизна дорогая, Ты для нас священная земля. С Урала солнце всходит, озаряя Наши горы, реки и поля. Припев: Славься, наш Башкортостан! Судьбой народу ты для счастья дан! С Россией мы едины – и всегда Процветай, Башкортостан! II Башкортостан – ты наша честь и слава. Доброй волей, дружбой ты силён. И стяг твой реет гордо, величаво – Он свободой, братством окрылён. Припев III Республика, сияй звездой прекрасной, Ты ликуй в свершеньях и трудах! Родной очаг пусть никогда не гаснет, Пусть ведут нас песни сквозь года. Припев | Baškortostan, Otčizna dorogaja, Ty dlja nas svjašcennaja zemlja. S Urala solnce vshodit, ozarjaja Naši gory, reki i polja. Pripev: Slavjsja, naš Baškortostan! Sudjboj narodu ty dlja sčastjja dan! S Rossijej my jediny – i vsegda Procvetaj, Baškortostan! II Baškortostan – ty naša čestj i slava. Dobroj volej, družboj ty siljon. I stjag tvoj rejet gordo, veličavo – On svobodoj, bratstvom okryljon. Pripev III Respublika, sijaj zvezdoj prekrasnoj, Ty likuj v sveršenjjah i trudah! Rodnoj očag pustj nikogda ne gasnet, Pustj vedut nas pesni skvozj goda. Pripev | I [bəʂkərtɐˈstan \| ɐˈt͡ɕːiznə dərɐˈɡajə \|] [ˈtɨ dlʲɪ ˈnas svʲɪˈɕːenːəjə zʲɪmˈlʲæ ‖] [s‿ʊˈralə ˈsont͡sɪ ˈfsxodʲɪt \| ɐzɐˈrʲæjə] [ˈnaʂɨ ˈgorɨ \| ˈrʲekʲɪ ˈi ˈpolʲə ‖] [prʲɪˈpʲef] [ˈslafʲsʲə ǀ ˈnaʂ bəʂkərtɐˈstan ǁ] [sʊdʲˈboj nɐˈrodʊ ˈtɨ dlʲɪ ˈɕːæsʲtʲjə ˈdan ǁ] [s‿rɐˈsʲijɪj ˈmɨ jɪˈdʲinɨ ǀ ˈi fsʲɪɡˈda] [prət͡svʲɪˈtaj ǀ bəʂkərtɐˈstan ǁ] II [bəʂkərtɐˈstan ǀ ˈtɨ ˈnaʂə ˈt͡ɕesʲtʲ ˈi ˈslavə ǀ] [ˈdobrəj ˈvolʲɪj ǀ ˈdruʐbəj ˈtɨ sʲɪˈlʲɵn ǁ] [ˈi ˈsʲtʲæk ˈtvoj ˈrʲejɪt ˈgordə ǀ vʲɪlʲɪˈt͡ɕævə ǀ] [ˈon svɐˈbodəj ǀ ˈbrat͡stvəm ɐkrɨˈlʲɵn ǁ] [prʲɪˈpʲef] III [rʲɪsˈpublʲɪkə ǀ sʲɪˈjæj zvʲɪzˈdoj prʲɪˈkrasnəj ǀ] [ˈtɨ lʲɪˈkuj f‿svʲɪrˈʂɛnʲjəx ˈi trʊˈdax ǁ] [rɐdˈnoj ɐˈt͡ɕæk ˈpusʲtʲ nʲɪkɐɡˈda ˈnʲe ˈgasʲnʲɪt ǀ] [ˈpusʲtʲ vʲɪˈdut ˈnas ˈpʲesʲnʲɪ ˈskvosʲ ˈgodɐ ǁ] [prʲɪˈpʲef] |

### Tiếng Việt
| Dịch tiếng Bashkir | Dịch tiếng Nga |
| --- | --- |
| Bashkortostan, Người là một vùng đất yêu dấu, Quê hương thiêng liêng của nhân dân ta. Dãy Ural cổ xưa tỏa sáng khắp nơi Bình minh bình yên của quê hương. Điệp khúc: Vinh quang cho Người, Bashkortostan! Vinh quang cho những người tự do yêu mảnh đất của họ! Với nước Nga trong một sự thống nhất tuyệt vời Hãy nở hoa, Bashkortostan! Bashkortostan, Người là một nhà nước được tôn trọng, vinh quang, Nếu Người bị đảo lộn, Người sẽ tiến xa hơn và giành chiến thắng. Ánh sáng chiếu vào tương lai Lá cờ tự hào, mạnh mẽ của Người. Điệp khúc Nước cộng hòa, Người phát sáng như một ngôi sao xinh đẹp, Người hân hoan trong thành tích và lao động. Ở quê hương của chúng ta, mỏ đá của chúng ta không thể phân biệt được, Trong ngôn ngữ mẹ đẻ của chúng ta, bài hát của chúng ta là không ngừng. Điệp khúc | Bashkortostan, Tổ quốc thân yêu, Người là mảnh đất thiêng liêng của chúng ta. Từ dãy Ural, mặt trời mọc, chiếu sáng Núi, sông và cánh đồng của chúng ta. Điệp khúc: Kính chào Bashkortostan của chúng ta! Số phận của những người bạn được trao cho hạnh phúc! Với nước Nga, chúng ta luôn luôn đoàn kết Hãy khởi sắc, Bashkortostan! Bashkortostan - bạn là vinh quang và danh dự của chúng tôi. Thiện chí, tình bạn Người mạnh mẽ. Và biểu ngữ của bạn bay một cách tự hào, hoành tráng Đó là sự tự do, tình anh em phấn khởi. Điệp khúc Cộng hòa, Người tỏa sáng như một ngôi sao xinh đẹp Người vui mừng trong những thành tựu và công việc! Tổ ấm của họ sẽ không bao giờ tắt Hãy để chúng ta dẫn dắt các bài hát trong suốt những năm qua. Điệp khúc |